# Lac de Bohinj
Le lac de Bohinj (en slovène Bohinjsko jezero) est le plus grand lac permanent de Slovénie. Il est situé dans la municipalité de Bohinj au nord-ouest du pays, et à l'intérieur du parc national de Triglav.

## Description

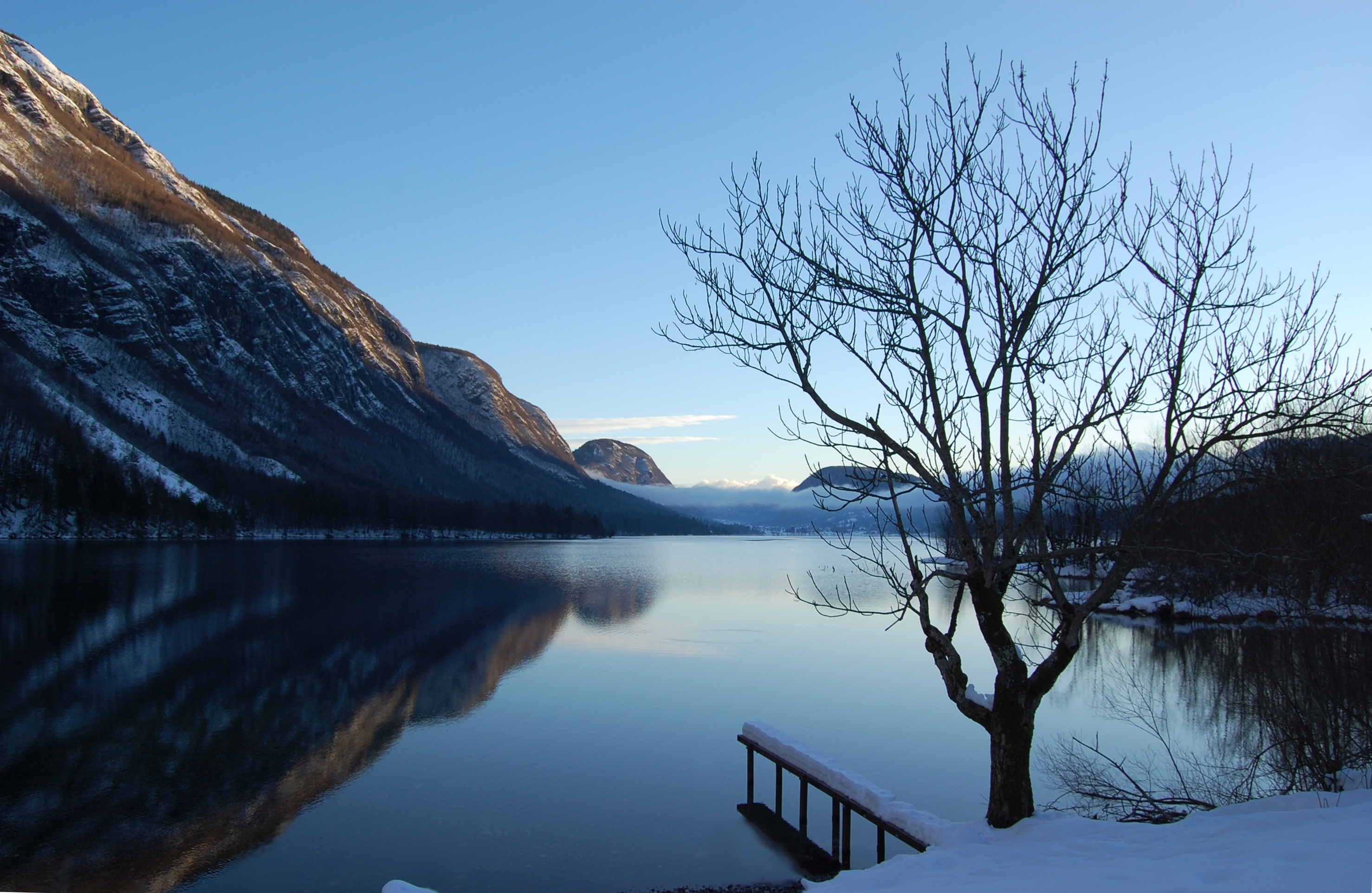
Le lac de Bohinj, par un matin de décembre 2008

D'une superficie de 3,18 km2 et situé à une altitude de 525 m, il est long de 4,2 km tandis que sa largeur est au maximum de 1 km ; sa plus grande profondeur est de 45 m. C'est un lac glaciaire, barré par une moraine.
Le plus grand des cours d'eau qui s'y jettent, la Savica (« petite Sava »), est alimenté par le Črno jezero (le lac Noir), le plus grand lac dans la vallée des lacs du Triglav.
Du lac de Bohinj coule la Jezernica qui conflue avec la Mostnica pour former la Sava Bohinjka (qui, à son tour, rejoint la Sava Dolinka pour devenir la Save).
L'endroit est associé  au légendaire « Zlatorog », un chamois blanc aux cornes d'or. Une statue de cette créature se dresse à côté du lac.
On y accède par la route en provenance du lac de Bled ; la route asphaltée qui longe la rive sud se termine à l'extrémité du lac de Bohinj. Un peu avant, un téléphérique conduit au domaine des pistes skiables de Vogel, d'où l'on jouit d'une large vue sur le lac. Au contraire du lac de Bled, profondément marqué par le tourisme, le lac de Bohinj est encore sauvage et n'a que quelques constructions.
Le lac est situé dans le parc national du Triglav. Après la fin de la route asphaltée commence une route abrupte non asphaltée qui mène à des refuges en altitude. Ceux-ci constituent des points de départ pour des excursions dans la « Vallée des sept lacs » à l'intérieur du parc national.

## Source
- (en) Cet article est partiellement ou en totalité issu de l’article de Wikipédia en anglais intitulé « Lake Bohinj » (voir la liste des auteurs).

- (it) Cet article est partiellement ou en totalité issu de l’article de Wikipédia en italien intitulé « Lago di Bohinj » (voir la liste des auteurs).